# 圣地亚哥大火
圣地亚哥大火（英語：The Santiago fire in Orange County），2007年10月21日發生於美國加利福尼亚州橙縣圣地亚哥峡谷路（Santiago Canyon Road）因人為縱火導致的一場火災，是美國有史以來燃燒的面積最廣、歷時最久的火場。估計損失600万美元。